# The Asteroids Galaxy Tour
The Asteroids Galaxy Tour è stato un gruppo musicale dance pop e alternative rock danese composto dalla cantante Mette Lindberg e dal produttore e autore Lars Iversen (basso e tastiere) e formatosi nel 2007 a Copenaghen.
In caso di esibizioni dal vivo, al gruppo si univano Miloud Carl Sabri (tromba), Sven Meinild (sassofono), Mads Brinch Nielsen (chitarra) e Rasmus Valldorf (batteria), Simon Littauer (campionatore e  tastiere),  Rasmus Littauer (batteria) e Lasse Ziegler (chitarra e  tastiere)

## Storia
Il gruppo è stato ospite dello spettacolo musicale francese Taratata dove hanno eseguito per la prima volta il brano Inner City Blues, una reinterpretazione di Marvin Gaye, che in seguito è diventato uno dei preferiti dal pubblico nei loro spettacoli dal vivo.
L'album di debutto del gruppo, Fruit, è uscito il 21 settembre 2009 in Europa, e 27 ottobre successivo negli Stati Uniti, entrando nella classifica di vendita francese.
I loro brani sono particolarmente noti perché furono sfruttati in spot pubblicitari come quello dell'Apple iPod Touch negli Stati Uniti con Around the Bend e quella dell'Audi con The Golden Age, loro brano di maggior successo che è riuscito a entrare in diverse classifiche di vendita dei singoli.
Il 1 novembre 2020 tramite un post su Instagram annunciano di prendersi una pausa e di lavorare a progetti separatamente.

## Discografia

### Album
- 2009 - Fruit (Small Giants)
- 2012 - Out of Frequency (BMG Right)
- 2014 - Bring Us Together (Hot Bus Records)

### EP
- 2008 - Live Session (iTunes exclusive) EP

### Singoli
- 2008 - The Sun Ain't Shining No More
- 2008 - Around the Bend
- 2009 - The Golden Age
- 2012 - Major
- 2012 - Heart Attack
- 2014 - My Club
- 2018 - Surrender
- 2018 - Apollo
- 2019 - Boy
- 2019 - Wave Teng (feat. Hot Ice)
- 2019 - Dynamite